# Chilipeper

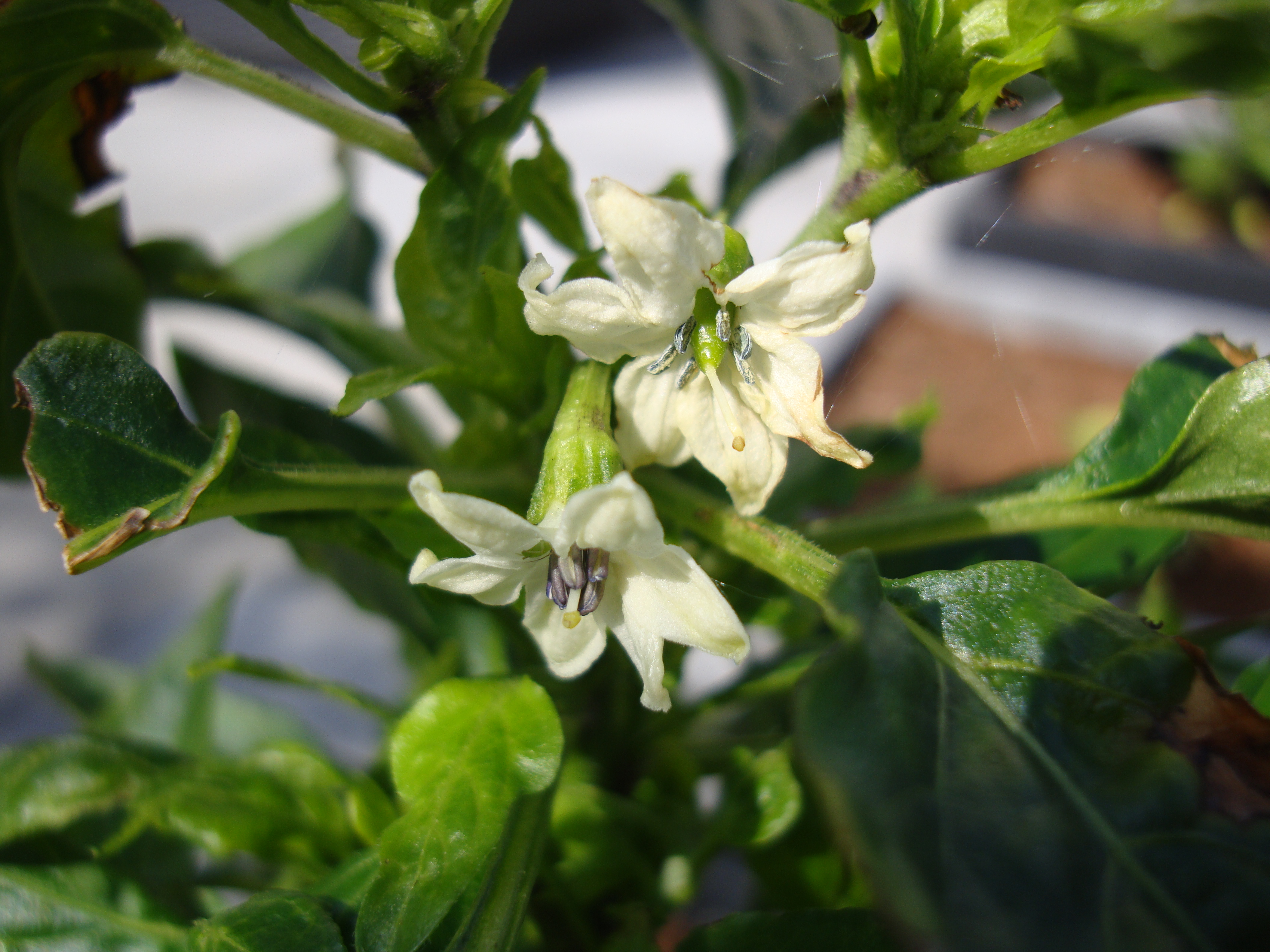
Chilipeperbloemen

Chilipeper, Spaanse peper of rode peper zijn de Nederlandstalige namen die gebruikt wordt om vruchten van het geslacht Capsicum van de nachtschadefamilie (Solanaceae) aan te duiden. Niet alleen de ‘hete’ pepers vallen onder dit geslacht, maar ook paprika's. Chilipeper komt van oorsprong uit Midden-Amerika.

## Eigenschappen
Chilipepers zijn, voordat ze rijp zijn, groen, en ze worden ook wel in die toestand gegeten. Dit is vergelijkbaar met de paprika, die botanisch gezien ook een peper is. In de loop der eeuwen zijn er andere kleurvarianten gekomen, zoals geel, wit en oranje. Omdat groene pepers langer houdbaar zijn, zijn er planten gekweekt waarbij de groene variant al eetbaar is; gele en oranje varianten zijn uitsluitend gekweekt om meer variatie te hebben. Ook de habaneropeper wordt veel gebruikt. Deze laatste is een van de sterkste pepers te wereld: de werkzame stof capsaïcine moet 300.000 keer verdund worden voordat de peper niet meer als scherp te herkennen is.
De chilipeper is, samen met gewone korrelpeper, een veelgebruikte vrucht, die door de aanwezige capsaïcine vele gerechten scherp (‘heet’) van smaak maakt (bij gewone peper is dat piperine) en in de volksmond vaak Spaanse peper wordt genoemd. De hoeveelheid capsaïcine bepaalt de uiteindelijke scherpte van een chilipeper en in hoeverre de warmtereceptoren van de mond worden geprikkeld. Er is een schaal voor chilipepers ontworpen om de scherpte een waarde te geven: de Scovilleschaal.

## Soorten
De meest gekweekte soorten zijn:

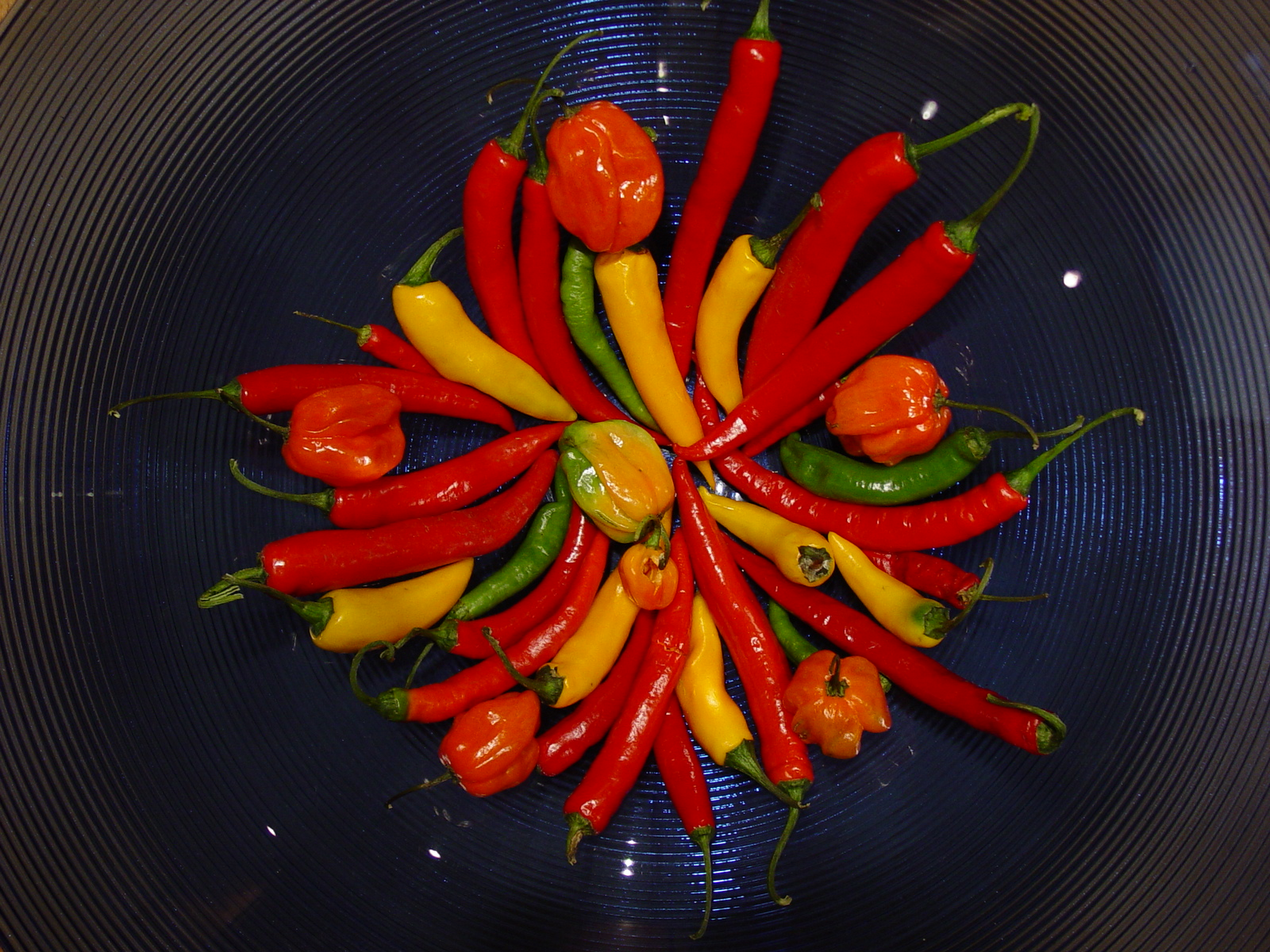
Schaal met hete pepers

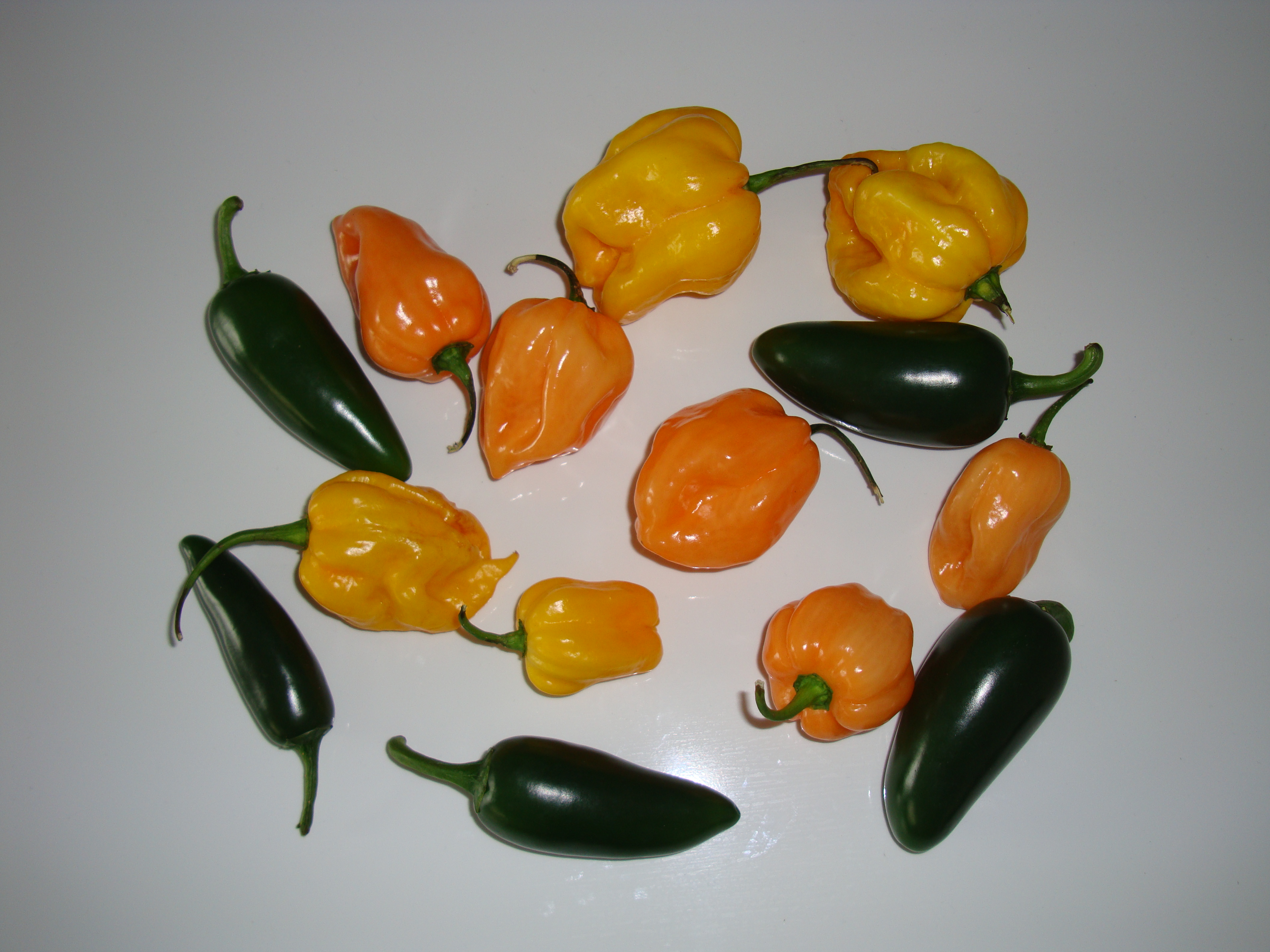
Gele en oranje habanero's, en onrijpe jalapeño's

- Capsicum annuum — de meeste gewone variëteiten, waaronder jalapeño, paprika, Spaanse peper, cayennepeper
- Capsicum baccatum — de besachtige Zuid-Amerikaanse chilipepers, aji
- Capsicum chinense — waaronder de extreem hete habanero en Madame Jeanette
- Capsicum frutescens — struikpepers waar onder andere tabascosaus van wordt gemaakt
- Capsicum pubescens — waaronder de Zuid-Amerikaanse rocotopepers

Erg scherpe pepersoorten zijn de gele Madame Jeanette uit Suriname en de habaneropeper uit Mexico. Kleine gedroogde rode of groene pepertjes (van zo'n 1,5 cm), in Indonesië rawit genoemd, kunnen ook heel heet zijn.
Rode pepers worden wereldwijd gekweekt in alle landen waar ze willen groeien. De Indiase en Thaise keuken, die er dusdanig veel gebruik van maken dat ze voor veel Nederlanders synoniem zijn met ‘heet’ voedsel, hebben de chilipeper pas na de introductie ervan door westerlingen leren kennen.

## Geschiedenis

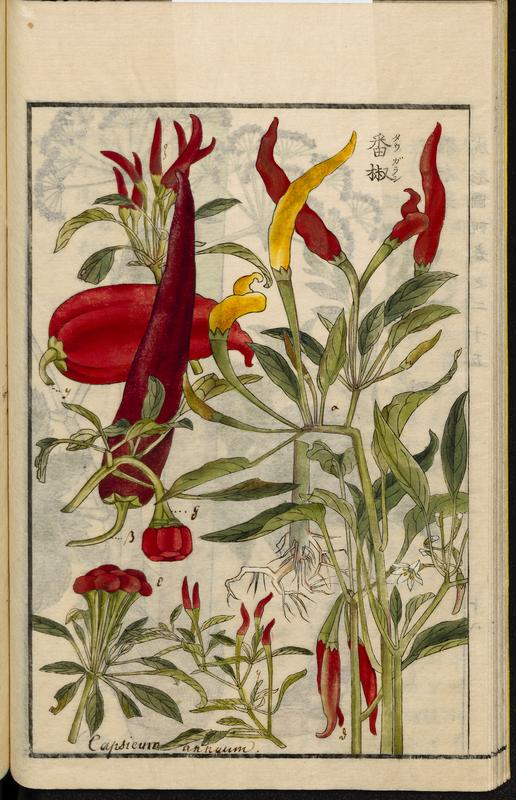
Illustratie uit de Japanse landbouw-encyclopedie Seikei Zusetsu (1804)

Archeologen hebben door onderzoek van antiek aardewerk aangetoond dat de chilipeper al rond 7000 voor Christus (VC) in Mexico werd gebruikt. Tussen 5200 en 3400 VC werd de plant al verbouwd, waardoor de chilipeper een van de oudste landbouwgewassen ter wereld is. Desondanks bleef ook de wilde chilipeper bleef een veelgebruikt kruid. Zowel de Maya's als de Azteken gebruikten de planten intensief, zowel culinair als medicinaal, bijvoorbeeld bij tandpijn. Toen de Spanjaarden in Mexico arriveerden, hadden de Azteken al tientallen variëteiten gekweekt.
De chilipeper werd aan het eind van de 15e eeuw door de mannen van Columbus ontdekt. Zij waren eigenlijk op zoek naar een alternatieve bron van zwarte peper - vandaar dat Colombus de naam Pimiento (‘zwarte peper’) aan de plant gaf. Uiteraard hadden de inheemse bewoners de eigenschappen van de plant allang toegepast. Van Chili tot Mexico was deze plant lange tijd de enige door indianen gebruikte specerij. Door de Spanjaarden werd de plant in 1514 in eigen land ingevoerd en verspreidde zich zeer snel over de rest van Europa, Afrika en Azië. Rond 1680 waren er al 33 variëteiten gekweekt.

## Effecten van peper
Het capsaïcine stimuleert de warmtezintuigen in de mond en wekt zo de indruk van hitte. Als reactie hierop worden in de hersenen endorfinen afgescheiden om de pijn van deze vermeende ‘brandwond’ minder te voelen. De eter kan (afhankelijk van de dosis) een rode kleur krijgen en gaan zweten om de ‘hitte’ kwijt te raken. Ook kan de hitte tijdens de stoelgang worden gevoeld. De effecten zijn afhankelijk van gewenning: men kan gewend raken aan het eten van ‘heet’ eten, waardoor deze effecten minder optreden.
Op de huid wordt chilipeper toegepast in capsicumcrème, dat een warmtegevoel en een versterkte doorbloeding geeft en bij gewrichtspijnen wordt toegepast.

### Scovilleschaal
Er is door de scheikundige Wilbur Scoville in 1912 een schaal voor chilipepers ontworpen om de scherpte een waarde te geven: de Scovilleschaal. Oorspronkelijk werd gemeten door smaaktests, waarbij gekeken werd hoeveel men een gemalen peper moest verdunnen voor hij niet meer als scherp werd waargenomen. Tegenwoordig wordt dit gedaan door de concentratie van capsaïcine te meten. Een gerecht wordt al als pittig ervaren rond de 500–1000 Scoville-eenheden; jalapeño's variëren tussen de 3000 en 6000 en habaneropepers kunnen soms wel een heetheid van 300.000 eenheden bereiken. De heetste peper ter wereld is de Carolina Reaper, waarbij een gemiddelde is gemeten van 1.569.300 Scoville-eenheden en een piekwaarde van 2,2 miljoen Scoville-eenheden. Pure capsaïcine heeft een hittegraad van 15.000.000 tot 16.000.000 Scoville-eenheden.

## Gebruik

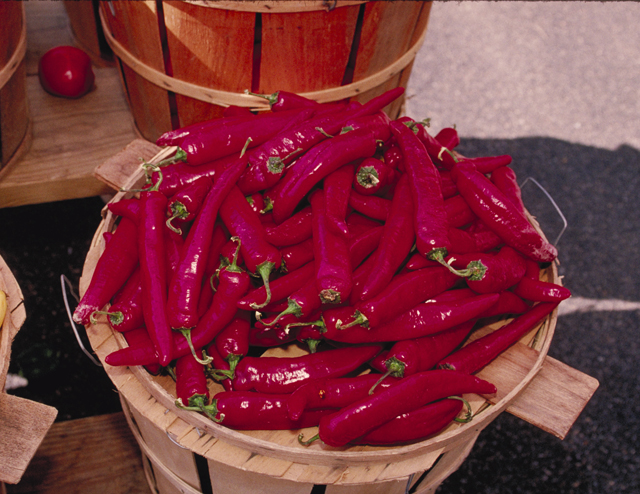
Chilipepers

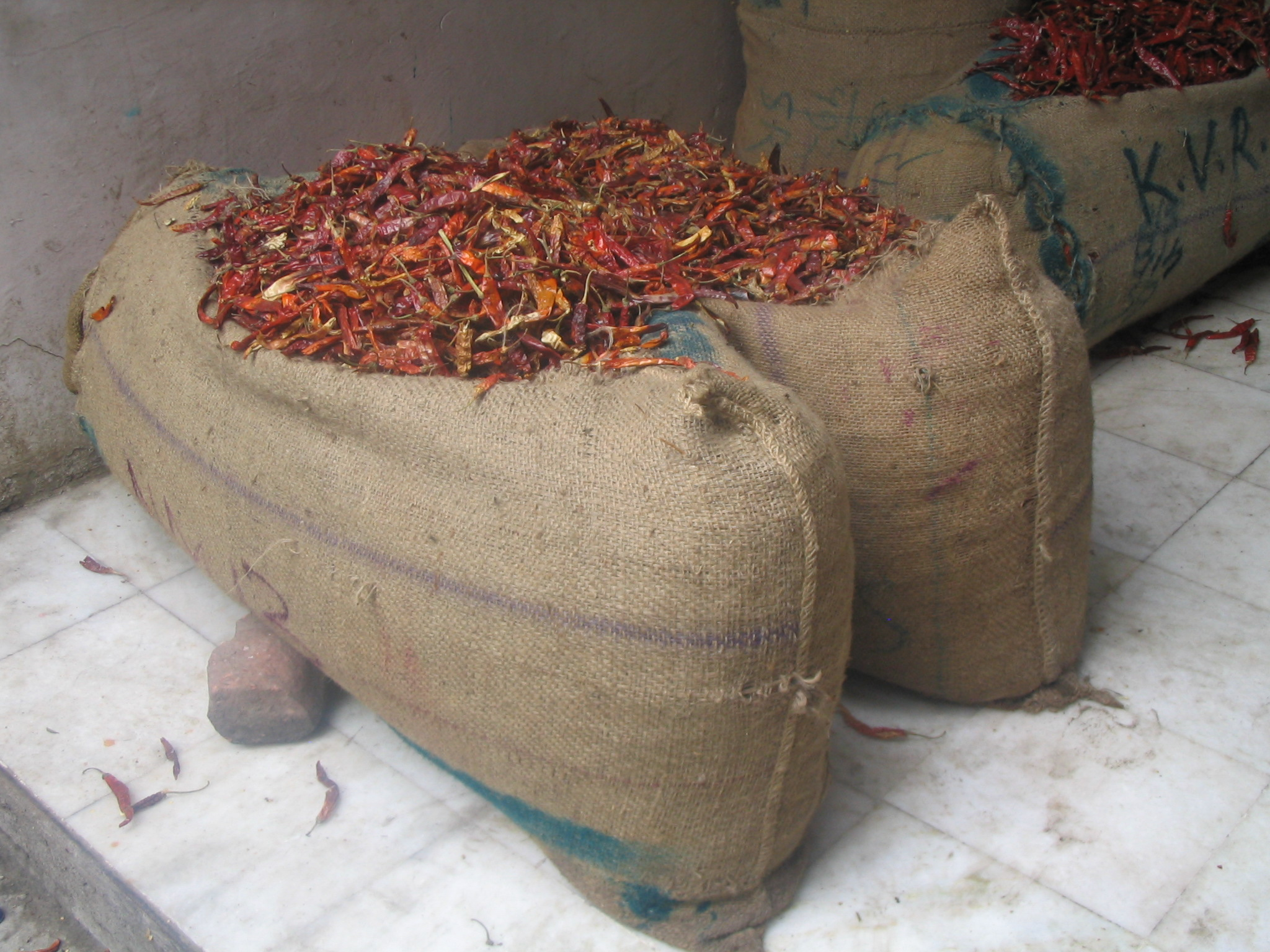
Rode pepers in zak in India

### Keukengebruik
Chilipeper kan meegekookt worden in gerechten als chili con carne, Indiase curry's en dergelijke. Het pikantste deel zijn de zaadlijsten, de witte randen waaraan de zaden vastzitten met het rode vruchtvlees. Het is een misverstand te denken dat de zaadjes zelf voor de scherpte zorgen. Wel kunnen deze door het barsten van de epidermis van de zaadlijsten in aanraking komen met de capsaïcinen, maar strikt genomen zijn de zaadjes van een peper neutraal van smaak. De waargenomen scherpte van een gerecht met rode pepers neemt na enkele happen nog toe; eenmaal een klein hapje proeven geeft geen goed beeld. Als het echt te pikant wordt, dan is melk een middel om de smaak te dempen.
Vermalen chilipepers, gemengd met zout en soms azijn, worden als sambal verkocht. Overigens bestaan er ook rode peperkorrels van de rijpe zwarte peper (Piper nigrum). Andere bekende chilipeperproducten zijn tabasco, harissa en chilipoeder.

### Ander gebruik
Pepperspray wordt van heel scherpe pepers gemaakt en wordt in het gezicht van de tegenstander gespoten, waarna deze zó'n ontzettend brandend gevoel in vooral diens ogen krijgt, dat die vrijwel direct uitgeschakeld is en onmiddellijk op zoek gaat naar een emmer water (of beter: melk).
Het insmeren van de geslachtsdelen met chilipeper was naar verluidt een methode die Nederlanders gebruikten in de koloniale tijd om inlandse bedienden te straffen als zij niet hard genoeg werkten.
Chilipeper wordt in het zuidwesten van China door de politie uitgedeeld aan automobilisten. Volgens de Chinese overheid is het een goed middel om wakker te blijven, zodat het aantal auto-ongelukken door in slaap vallende automobilisten zou dalen. De resultaten zouden tot in elk geval 2009 positief zijn.